# Temporada de Caça (documentário)
Temporada de Caça é um documentário brasileiro de 1988 produzido sob o formato de curta metragem e dirigido por Rita Moreira. A obra denunciou a perseguição às pessoas trans feitas no contexto da Operação Tarântula, uma operação policial brasileira que caçava e "desaparecia" com travestis na cidade de São Paulo, explorando ainda as diferentes narrativas criadas em torno da onda de crimes homofóbicos ocorridos no final da década de 1980.

## Sinopse
O documentário parte do assassinato do diretor de teatro Luís Antônio Martinez Correa, irmão do diretor, ator, dramaturgo e encenador brasileiro Zé Celso, um evento que mobilizou parte da classe artística na ocasião, em 1987. A obra passa então a apresentar versões, entrevistas e manifestações que abordam o preconceito e a intolerância de anônimos e pessoas comuns, pondo em perspectiva um "dissenso brutal e sectário".

## Premiações
- 6º Festival | Mostra dos Tapes em Concurso | 6º Festival[3]
- VHS - Grande Prêmio e Júri Popular[3]

## Leituras adicionais
- SANTOS , R. A. R. DOS; DO PRADO ALEXANDRE, B. “Gays shuold not exist”. albuquerque: revista de história, v. 14, n. 28, p. 103-117, 16 dez. 2022.